# Institut wallon de formation en alternance et des indépendants et petites et moyennes entreprises
 (mars 2016).
Si vous disposez d'ouvrages ou d'articles de référence ou si vous connaissez des sites web de qualité traitant du thème abordé ici, merci de compléter l'article en donnant les références utiles à sa vérifiabilité et en les liant à la section « Notes et références ».
L'Institut wallon de formation en alternance et des indépendants et petites et moyennes entreprises (IFAPME) est un organisme d'intérêt public (OIP) relevant de la Région wallonne de Belgique.

## Missions
L'objectif principal de l'IFAPME est de proposer, sur le principe de la formation en alternance et dans une multitude de secteurs professionnels, une offre de formations diverses basées sur deux formules : l'apprentissage et la formation de chef d'entreprise avec ou sans convention de stage.
Dans le souci de proposer des formations tout au long de la vie professionnelle, l’IFAPME organise également de nombreux modules de formation continue, des formations de coordination et d’encadrement (COEN), des formations alternées de demandeurs d’emploi (FALT), ainsi que des formations à la création, à la reprise et à la transmission d’entreprise.
Les missions de l'IFAPME sont définies par le décret du 17 juillet 2003 (paru au Moniteur belge le 5 août 2003) portant création de l'Institut wallon de Formation en Alternance et des indépendants et Petites et Moyennes Entreprises.

## Histoire

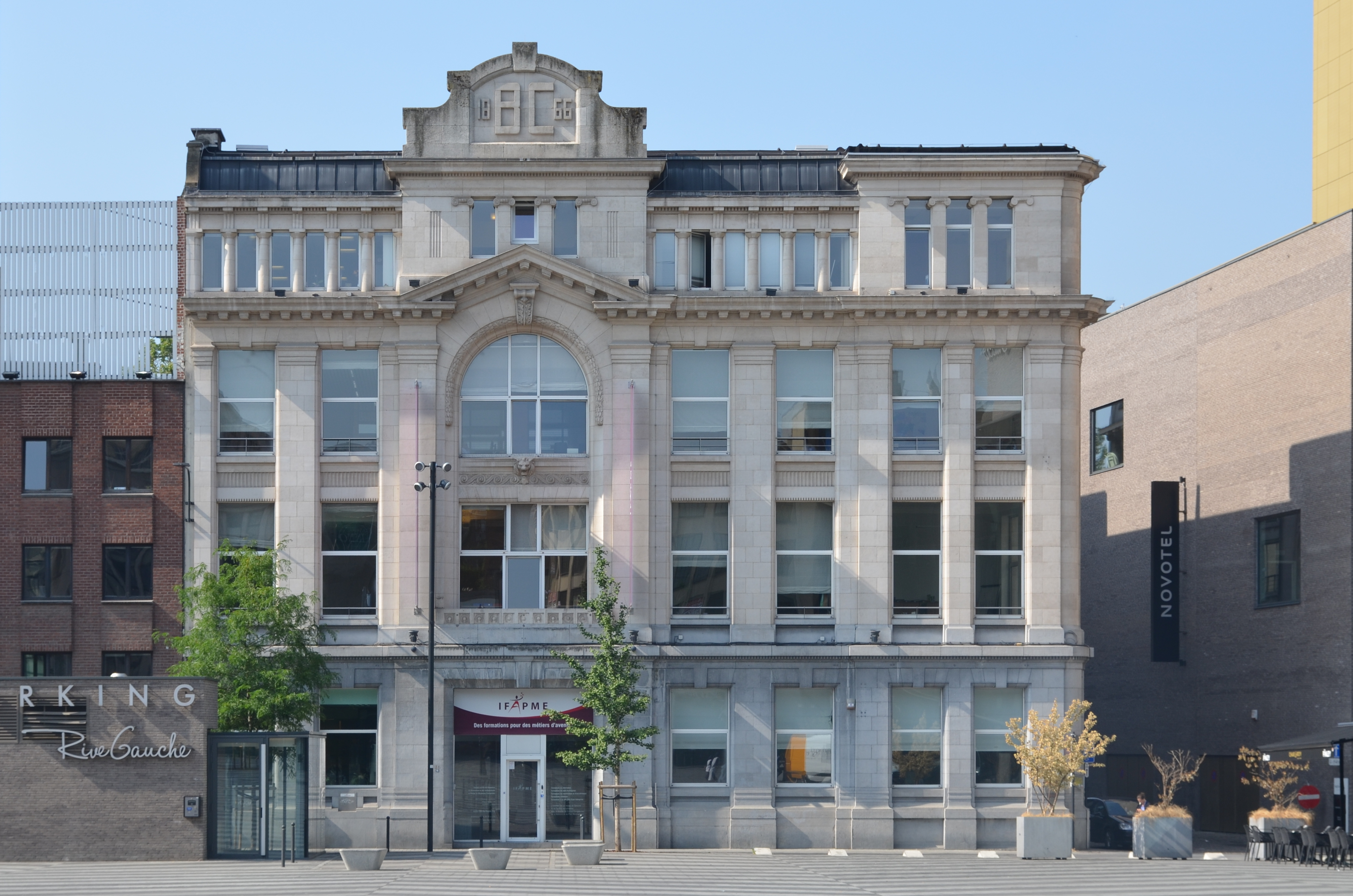
Siège de l'IFAPME dans les bâtiments de l'ancienne Banque de Charleroi.

C’est à la fin du Moyen Âge que l'apprentissage voit le jour. Progressivement, le système de formation est contrôlée par les autorités municipales et communautaires. Un maître-artisan avait le droit d'employer et d'initier officiellement de jeunes gens dont l'âge variait entre 14 et 22 ans.
En 1906, la structure même de la formation en alternance est établie en Belgique : le patron reçoit durant trois ans une prime de 50 francs pour prendre en charge un apprenti et celui-ci reçoit un salaire horaire de 40 centimes.
Le premier secrétariat d'apprentissage en Wallonie est créé en 1907. Héritier en quelque sorte de cette première institution historique, le réseau IFAPME s'est constitué progressivement au fil du temps.
En 1992, l'Institut francophone devient un organisme d'intérêt public (OIP).
En 1994, à la suite du transfert de compétences de la Communauté française de Belgique vers la Région wallonne, l'IFPME devient pararégional en Wallonie et paracommunautaire à Bruxelles. En 1998, l'IFPME signe avec ses deux Ministres de tutelle un contrat de gestion qui débouchera sur une dynamique nouvelle de la Formation permanente des Classes moyennes.
En 2003, à la suite de la partition de l'IFPME entre la Région wallonne et la Région bruxelloise, est créé l’IFAPME, organisme wallon d'intérêt public.
En 2006, l’IFAPME s'est engagé dans un premier Contrat de Gestion 2006-2010 qui inscrit encore davantage ses activités dans les priorités politiques définies par le Gouvernement wallon au travers de ses plans de relance pour la Wallonie.
Depuis 2011, la formation en alternance est considérée comme une solution privilégiée pour répondre à la pénurie de personnel qualifié.

## Centres de formation en Wallonie
L’IFAPME s’appuie sur un réseau de 7 Centres de formation (ASBL) répartis géographiquement et couvrant 17 villes du territoire wallon: Arlon, Braine-le-Comte, Charleroi, Dinant (Bouvignes), Gembloux (Les Isnes), Grâce-Hollogne, La Louvière, Libramont, Liège, Marche-en-Famenne (Marloie), Mons, Namur, Perwez, Tournai, Verviers, Villers-le-Bouillet, Wavre (Limal).

## Services Alternance IFAPME
Il y a 18 services Alternance IFAPME à travers la Wallonie.
Ces services via les Référents IFAPME (Délégués à la tutelle) s’assurent du bon déroulement de la formation pratique en entreprise, en offrant soutien et encadrement aux jeunes et aux patrons.
Le Référent est l’intermédiaire indispensable à la conclusion du contrat d'alternance ou de la convention de stage. Il établit un plan de formation qui valorise le parcours scolaire et/ou des compétences acquises. Il est aidé dans ses missions par une équipe pluridisciplinaire composée d’Assistants de référents, de Conseillers en orientation-psychologues.
Les services décentralisés sont supervisés par des Responsables de Service Alternance.

## Particularités
L’IFAPME collabore avec les secteurs professionnels pour faire évoluer l’offre de services proposée aux apprenants et aux entreprises. De nombreux partenariats et collaborations avec les acteurs de la formation, de l’enseignement, de la validation des compétences et de l’emploi sont en cours.

## Chiffres-clés
L'IFAPME propose des formations dans près de 200 métiers, plus de 18.000 personnes qui apprennent leur métier, près de 20.000 travailleurs qui se perfectionnent dans leur profession, plus de 9.000 entreprises partenaires de l’Alternance.
85% des apprentis et 86% des diplômés de chef d’entreprise obtiennent un emploi ou suivent une formation professionnelle dans les 6 mois après leur formation.